# 商工会
商工会（しょうこうかい）
1. 明治時代初期の日本において、現在の商工会議所に対して用いられた呼称。商法会議所を参照のこと。
2. 第二次世界大戦後に設立された日本の特別認可法人。
3. 静岡商工会 - 2とは異なる静岡県静岡市の小規模業者団体。

本項では2について解説する。
商工会（しょうこうかい）は、商工会法（昭和35年法律第89号）に基づき経済産業大臣の認可を受けて設立された特別認可法人。全国には1673か所（平成26年4月1日現在）に設立されている。
地域内商工業者の経営の改善に関する相談とその指導、地域内経済振興をはかるための諸活動及び社会一般の福祉の増進に資することを目的として、幅広い活動を行っている。商工会の運営をささえ、事業活動の推進力となるのは、会員である。会員は、自分の事業を発展させるために、商工会を十分に活用することが出来る。
商工会が他の商工業者の組織と異なる点は、商工会は運営にあたって、法律で定めてある以下の3つの原則に基づいて、公正な立場で事業を行わなくてはならない点である。

## 商工会の基本原則
- 営利を目的としない
- 特定の個人や団体の利益のために活動しない
- 特定の政党のために活動しない

### 商工会と商工会議所
| 区分           | 商工会議所                                                                             | 商工会                                                                           |
| -------------- | -------------------------------------------------------------------------------------- | -------------------------------------------------------------------------------- |
| 根拠となる法律 | 商工会議所法                                                                           | 商工会法                                                                         |
| 管轄する官庁   | 経済産業省経済産業政策局                                                               | 経済産業省中小企業庁                                                             |
| 主たる地区     | 市および特別区の区域（例外あり）                                                       | 町村の区域（例外あり）                                                           |
| 組織構成       | 日本商工会議所（全国組織） 商工会議所連合会（都道府県） 商工会議所（市、特別区）       | 全国商工会連合会（全国組織） 商工会連合会（都道府県） 商工会（町村）             |
| 会員の規模     | 地区内の小規模事業者が中心であるが、商工会と比較すると中堅・大企業の割合が高い         | 地区内の小規模事業者が中心で、9割を超える会員が小規模事業者                      |
| 事業           | 地域の総合経済団体として中小企業支援事業の他、原産地証明、商事紛争の仲裁等国際的業務   | 中小企業施策、特に小規模事業施策に重点を置いており、事業の中心は経営改善普及事業 |
| 組織の意思決定 | 選挙で選任された議員による議員総会で決定、議員選挙は会費1口当たり1票                   | 全ての会員に参加する権利がある総会で意思決定、1会員1票                           |
| 設立要件       | 地区内の特定商工業者の過半数が同意（会員要件なし）、経済的基礎・施設・職員を有すること | 地区内の商工業者の2分の1以上が会員となること                                     |

1. ↑  原則として、同一の市町村内に複数の法人が存在することはないが、市町村合併などにより、以前の市町村の地区別ごとなどに法人が存在する地方自治体も多い。ただし、他の地区と重複することはない。町村の区域にある商工会議所や、市の区域にある商工会も存在する。

## 経営改善普及事業
小規模事業者の経営または技術の改善発達を図るためのもので、国・都道府県の補助を受けて、商工会の事業の中でも特に重要なものの一つである。この事業には、国が認定した経営指導員などが従事しており、秘密厳守、原則無料として小規模事業者のよき相談相手として適切な助言・指導を行う。
- 金融 - 事業資金についての相談・斡旋（無担保・無保証融資の斡旋もある）。特に商工会・商工会議所から経営指導を受けている事業所は日本政策金融公庫より「マル経融資」という有利な条件による融資を受けられる。
- 税務 - 所得税や相続税、贈与税等の申告納税についての相談・指導
- 経理 - 帳簿のつけ方や決算の仕方についての相談・指導
- 労務 - 従業員の採用、福利厚生、労働、社会保険、各種共済、教育訓練等についての相談
- 経営 - 仕入、生産、販売、市場調査等についての相談や経営診断
- その他 - 法律、特許、取引紹介や講習会などの開催、組合事業等の相談

## 地域総合振興事業
相互扶助・親睦や情報交換・福利厚生などの社会福祉活動・地域課題に対する調査研究
- 総合振興事業
- 商業振興事業
- 工業・水産加工業振興事業
- 観光振興事業
- 青年部事業
- 女性部事業
- 金融・税務対策
- 労働・福利厚生対策

## 組織構成

### 総会（総代会）
商工会の最高意思決定機関。総会は会員全員で組織されている。会員は、公平に一つの議決権を有し、総会に参加して、意見を商工会に反映させることができる。
会員総数が200人以上の商工会は総代会を設けることができる。その場合は、総会に代わり、会員の中から選任される総代が総代会を組織して最高意思決定機関となる。総代は、会員のうちから、住所や事業の種類等に応じて公平に選挙されなければならない。

### 理事会
商工会運営に関する事項の審議機関で、会員の中から選ばれた、会長、副会長、理事および監事から構成されている。議長は会長が兼務するが、会長に事故のある場合は副会長が議長を務める。なお、商工会法により副会長は2名設置されている。

### 青年部・女性部
45歳（40歳）以下の若手商工業者（経営者・後継者など）により構成される青年部と、女性商工業者（経営者・経営者の妻や子女）から構成される女性部がある。ともに、商工会が行う地域振興事業において大きな役割を占め、地域のイベントを実際に運営しているのが地元商工会の青年部・女性部であることは珍しくない。

### 部会
会員が営んでいる主要な事業の種類ごとに、それぞれの事業の適切な改善発達を図るために、部会が置かれている。例えば工業部会やサービス部会などが設置され、各々業種にあわせた会員で構成されている。商工会の活動に対して意見を述べ、業種ごとの情報を吸収する場ともなる。 

### 委員会
地域商工業の重要な問題について調査研究を行い、また、会長の諮問に応じるための機関、理事会を補佐する審議機関であり学識者や商工会役員などで構成されている。

### 事務局
商工会の各種事業ならびに総会や理事会等において決定された施策の執行機関。事務局長が統括し、経営指導員を中心に補助員・記帳専任職員などの職員が常置される。

## 役員
以下の役員が設置される（商工会法第30条）。
- 会長 - 1名。商工会を代表し、その業務を総理する。
- 副会長 - 2名以内。会長を補佐し、会長に事故がある時は職務を代理し、会長が欠員の時はその職務を行なう。
- 理事 - 30名以内。会長・副会長を補佐して会務を掌理し、会長・副会長に事故がある時は職務を代理し、会長・副会長が欠員の時はその職務を行なう。
- 監事 - 2名以内。商工会の業務及び会計の状況を監査し、その監査の結果を総会に報告する。

役員の任免は総会（総代会）によってなされる。また、次の各号のいずれかに該当する者は、役員となることができない（商工会法第32条）。
1. 心身の故障のため職務を適正に執行することができない者として経済産業省令で定める者[1]
2. 破産手続開始の決定を受けて復権を得ない者
3. 未成年者
4. 禁錮以上の刑に処せられた者で、その執行を終わり、又は執行を受けることがなくなった日から5年を経過しないもの

商工会と役員との関係は、委任に関する規定に従う（商工会法第33条）。役員の任期は、3年以内において定款で定める期間とする（商工会法第34条）。

## 不祥事

### 補助金の不正受給関係
商工会・各都道府県商工会連合会・全国商工会連合会の人件費等の運営費の多くは、国・自治体からの補助金で賄われているが、補助金の不正受給（人件費・事業費の水増し請求等）が相次いでいる。
2021年、小規模事業者持続化補助金に関して、鹿児島県商工会連合会が2014年度から2018年度にわたって計586万円の水増し請求を行っていたことが発覚し、経済産業省から厳重注意を受けた。なお、この不正に関しては、商工会の政治組織である全国商工政治連盟の組織内議員であり、当時、経済産業大臣政務官であった宮本周司が全国商工会連合会・鹿児島県商工会連合会が補助金交付停止処分を受けないように働きかけていたことが赤旗の調査によって明らかになっている。また、鹿児島県商工会連合会は、経済産業省から厳重注意が行われた2021年6月25日から間を置かずに経済産業省の別の補助金を受給していたことが衆議院予算委員会で明らかになっている。
2023年、事業環境変化対応型支援事業費補助金に関して、全国商工会連合会から再委託を受けていた岐阜県大垣市商工会で人件費の水増し請求を行ってたことが明らかになった。
2024年、消費税軽減税率対応窓口相談等事業（令和元年度予算）、制度改正に伴う専門家派遣等事業（令和2年度・３年度予算）、事業環境変化対応型支援事業（令和５年度予算）について、全国商工会連合会から再委託を受けていた埼玉県ときがわ町商工会で相談会や専門家派遣の実績を改ざんして事業費の水増し請求を行ってたことが明らかになった。また、同商工会は、埼玉県から補助金の交付を受けて実施していた経営改善普及事業についても実績を改ざんして水増し請求を行っていた。

### 青年部・女性部関係
2023年6月、新潟県下田市商工会青年部が開催した会合に呼ばれた女性が青年部員から胸をもまれる、下半身を触られる等のわいせつ行為を受けた。新潟県警三条警察署は、同月29日までに青年部員3人を強制わいせつ容疑で逮捕した。
2024年、全国商工会青年部連合会の第18代会長であり、後述する商工政治連盟の組織内候補として参議院議員に当選した宮本周司の裏金問題が発覚した。自民党が公表した情報によると宮本周司の裏金額は1482万円と党内でも高額であり、自民党から役職停止の処分を受けるとともに、同年5月17日には参議院政治倫理審査会からも説明を要求された。
2025年、同年4月の富山県商工会連合会の青年部・女性部合同総会で自民党公認の参議院選挙立候補予定者への投票を呼び掛ける動きがあったことが、総会出席者からの情報提供で明らかになった。情報提供者は商工会の会合だと思って参加したが、来賓挨拶の後にすぐに選挙の話になり、「立候補予定者の方に1人5票集めよう」と呼びかけられたとしている。

### 商工政治連盟関係
商工会の政治部門として「商工政治連盟」が各地で組織されており、その存在は国会でも問題視されている。
商工政治連盟の組織内候補の国会議員も存在し、平成16年の第20回参議院選挙で組織内候補の松村祥史が自民党から全国比例で当選して以降、平成22年の第22回参議院選挙で渡辺猛之、平成25年の第23回参議院選挙で宮本周司、令和4年の第26回参議院選挙で越智俊之と、令和4年時点で4人の組織内候補が現職の国会議員として所属している。
商工会法では政治的中立が求められているが、政治団体である商工政治連盟と活動が混然一体、国・自治体からの補助金を原資に政治活動をしているともいえる地域もあるのが実態であり、現場の職員の中にも、選挙における集票活動や演説会場の設営等の政治活動に従事させられていることに不満を持つ者もいる。2025年には、第27回参議院選挙に出馬する組織内候補への投票・集票依頼が選挙期間前から商工会の会合内で行われ、選挙期間中にも商工会の公式LINEアカウントで組織内候補への投票を呼び掛けていたことが明らかとなった。
2002年（平成14年）には福島県で商工会の収入から商工政治連盟会費を上部団体に上納していたことが明らかになり、2022年（令和4年）には岡山県で県から無償貸与されていた建物を政治連盟に活動拠点として提供していたことが発覚し、それぞれ商工会法違反とされた。また、福島県の事案については、補助金を原資に雇用されていた職員を政治連盟会費集めに使っていた疑いがあるとして特別会計監査も受けた。
商工政治連盟が集めた資金は自民党や上述の組織内候補に対する政治献金のほか、組織内候補が所属する自民党派閥の政治資金パーティ券の購入にも使われているが、それに加え、各地の商工会に高額の書籍を購入させることでも資金を作り出していたことが赤旗の調査によって明らかとなっている。

### その他
2021年9月、兵庫県内の稲美町商工会の職員が同会の会員から預かった現金約400万円を着服していたことが明らかになった。
2022年2月、愛知県内の豊浜商工会の事務局長が10年にわたり商工会や事務を委託された外部団体の預金口座から約1200万円を不正に引き出していたことが明らかになった。
2023年7月、愛媛県商工会連合会から同県内の鬼北町商工会に出向していた職員が商工会が管理する関係団体の売上金を帳簿に少なく記載し、差額を着服するなどの手口で約150万円を横領していたことが明らかになった。
2023年9月、北海道内の今金町商工会で観光協会等から受託した事業の会計事務で約4300万円の使途不明金が生じていることが明らかになった。今金町役場は、補助金の一部を着服したとして、業務上横領容疑で会計事務を担当した町商工会の元事務局長を刑事告発している。
2023年10月、岩手県内の西和賀町商工会の職員が不正な入出金を繰り返し約500万円を着服していたことが明らかになった。
2024年3月、山形県内の高畠町商工会で職員が、町内の飲食店が加盟している組合の口座や火災保険の保険料を管理する口座等から約230万円を不正に引き出していたことが明らかになった。
2024年5月、福岡県内の岡垣町商工会で経理担当の職員が同会の定期預金等から約3800万円を横領していたことが明らかになった。
2024年7月、富山県内の富山市北商工会で建設関係の団体の健康保険料の徴収を担当していた職員が徴収分を口座に入れなかったり、勝手に引き出したりして、78万円を着服していたことが明らかになった。
2024年8月、奈良県内の三宅町商工会で私用車へのガソリン代を不正に請求し着服した他、使い道の分からない支出が約81万円あったことが明らかになった。 また、同商工会では、27万円の使途不明金も確認された。 奈良東商工会でも、およそ14万円をガソリン代として着服していたことが明らかになった。
2024年12月、和歌山県商工会連合会から同県内の串本町商工会に出向していた職員が労保連労働災害保険の手数料を着服していたことが明らかになった。
2025年5月、埼玉県内の三郷市商工会で給与の不正支給が行われていたことが発覚し、関与していた職員は懲戒免職、会長も監督責任をとって辞任した。